# Bothrogonia addita
Bothrogonia addita är en insektsart som beskrevs av Walker 1851. Bothrogonia addita ingår i släktet Bothrogonia och familjen dvärgstritar. Inga underarter finns listade i Catalogue of Life.